# Filmes de 1953 da RKO Pictures

## A RKO em 1953

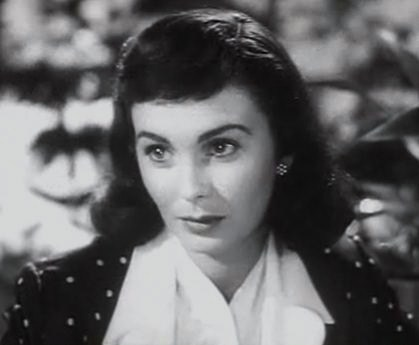
Jean Simmons no trailer de Angel Face, film noir coestrelado por Robert Mitchum e dirigido por Otto Preminger. Com um intrincado roteiro de tintas freudianas, o filme foi um dos poucos produzidos pela RKO no ano.

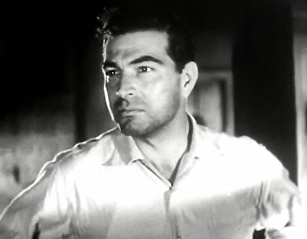
Split Second foi o único filme rodado durante a gestão dos sócios de Chicago. Estrelado por Stephen McNally (na foto, em cena do trailer) e Alexis Smith, conta a história de três fugitivos da prisão e um grupo de reféns, escondidos em uma cidade fantasma que será parte de um teste nuclear.

Em fevereiro os membros do grupo de Chicago finalmente entregaram os pontos e devolveram a Howard Hughes, com perdas, as ações que lhe haviam comprado no ano anterior. Agora como presidente da diretoria e diretor de produção, Hughes estava de novo no leme da RKO.
Hughes trouxe o vice-presidente de distribuição da Republic Pictures, James R. Grainger, e o nomeou presidente da companhia. Otimista, Grainger previu um futuro róseo para a RKO, com grandes lançamentos e progresso comercial. No fim do ano, contudo, enquanto rareavam filmes prontos, o estúdio estava afundado em processos judiciais que envolviam diretamente Hughes, a maioria oriundos de acionistas.
Filmes 3D e frases grandiloquentes como "o estúdio dos grandes espetáculos" não foram suficientes para evitar grandes perdas de dinheiro. Não só de dinheiro: para ajudar a pagar dívidas, a empresa cedeu a uma imobiliária seu rancho no Vale de San Fernando, palco de tantas produções desde a década de 1930.
A RKO lançou 24 filmes em 1953. Desses, apenas 8 eram produções próprias. Dois curtas-metragens dos Estúdios Disney, Bear Country e The Alaskan Eskimo foram os únicos lembrados pela Academia.

## PrêmiosOscar
Vigésima sexta cerimônia, com os filmes exibidos em Los Angeles no ano de 1953.
| Filme              | Indicações                                      | Premiações                                      |
| ------------------ | ----------------------------------------------- | ----------------------------------------------- |
| The Alaskan Eskimo | Melhor Documentário de Curta-Metragem           | Melhor Documentário de Curta-Metragem           |
| Bear Country       | Melhor Curta-Metragem em Live-Action: 2 Bobinas | Melhor Curta-Metragem em Live-Action: 2 Bobinas |

## Os filmes do ano
| Título original          | Título PT/BR              | Título PT/PT                    | Astros                          | Diretor                |
| ------------------------ | ------------------------- | ------------------------------- | ------------------------------- | ---------------------- |
| Affair with a Stranger   | Quero-Te, Meu Amor        | Cuidado com o Teu Marido        | Jean Simmons, Victor Mature     | Roy Rowland            |
| Androcles and the Lion   | Ândrocles e o Leão        |                                 | Jean Simmons, Victor Mature     | Chester Erskine        |
| Angel Face               | Alma em Pânico            | Vidas Inquietas                 | Robert Mitchum, Jean Simmons    | Otto Preminger         |
| Appointment in Honduras  | Almas Selvagens           | Encontro nas Honduras           | Glenn Ford, Ann Sheridan        | Jacques Tourneur       |
| Below the Sahara         |                           |                                 | Documentário                    | Armand Denis           |
| The Big Frame            |                           |                                 | Mark Stevens, Jean Kent         | David MacDonald        |
| Count the Hours          | Medo Que Condena          | Horas Amargas                   | Teresa Wright, Macdonald Carey  | Don Siegel             |
| Decameron Nights         | Deliciosas Noites de Amor | Três Histórias de Amor          | Joan Fontaine, Louis Jourdan    | Hugo Fregonese         |
| Devil's Canyon           | Mais Forte Que a Lei      | Terra Maldita                   | Virginia Mayo, Dale Robertson   | Alfred L. Werker       |
| The Hitch-Hiker          | O Mundo Odeia-Me          | Arrojada Aventura               | Edmond O'Brien, Frank Lovejoy   | Ida Lupino             |
| Louisiana Territory      |                           |                                 | Val Winter, Leo Zinser          | Harry W. Smith         |
| Marry Me Again           | Entre o Amor e o Dinheiro | Uma Noiva dos Demónios          | Robert Cummings, Marie Wilson   | Frank Tashlin          |
| Never Wave at a WAC      | Nunca Fomos Covardes      | Rainha sem Reino                | Rosalind Russell, Paul Douglas  | Norman Z. McLeod       |
| Night Without Stars      |                           | Quando a Luz Voltou             | David Farrar, Nadia Gray        | Anthony Pelisier       |
| No Time for Flowers      | Adorável Tentação         | Os Tempos Não Estão para Flores | Viveca Lindfors, Paul Hubschmid | Don Siegel             |
| Peter Pan                | As Aventuras de Peter Pan | As Aventuras de Peter Pan       | Animação                        | Clyde Geronimi et alli |
| Port Sinister            |                           |                                 | James Warren, Lynne Roberts     | Harold Daniels         |
| The Sea Around Us        |                           | O Mar Que Nos Cerca             | Documentário                    | ---                    |
| Sea Devils               | Gigantes em Fúria         | Gigantes em Fúria               | Rock Hudson, Yvonne De Carlo    | Raoul Walsh            |
| Second Chance            | A Última Chance           | Cruel Perseguição               | Robert Mitchum, Linda Darnell   | Rudolph Maté           |
| Split Second             | Suplício de Um Condenado  | Nunca Fomos Cobardes            | Stephen McNally, Alexis Smith   | Dick Powell            |
| The Sword and the Rose   | Entre a Espada e a Rosa   | A Espada e a Rosa               | Glynis Johns, Richard Todd      | Ken Annakin            |
| Sword of Venus           |                           |                                 | Robert Clarke, Catherine McLeod | Harold Daniels         |
| Tarzan and the She-Devil | Tarzan e a Mulher Diabo   | Tarzan e a Mulher Diabo         | Lex Barker, Joyce Mackenzie     | Kurt Neumann           |